# 亞丁緊急狀態
亞丁紧急状态（英文：Aden Emergency），又稱十月14日革命（阿拉伯文：ثورة 14 أكتوبر）和拉德凡起义，是1963年10月14日由民族解放阵线和解放被占领的南也门阵线发起的發生於南阿拉伯聯邦及南阿拉伯保護國的起義事件，最終使南葉門人民共和國獨立建國。
起义部分受到纳赛尔的泛阿拉伯民族主义思想启发，始于1963年10月14日，民阵在亚丁机场向英国官员投掷手榴弹。随后，英国直辖殖民地亚丁及其内陆的亚丁保护国宣布进入紧急状态。紧急状态在1967年升级，加速了英国对该地区自1839年开始的统治的结束。

## 背景
1946年3月，聯合王國首相溫斯頓·邱吉爾發表鐵幕演說，拉開了冷戰的序幕。在第二次世界大戰後，由於聯合王國與法蘭西共和國在戰爭中損失慘重，無力管轄殖民地，加上以蘇維埃聯盟為首的東方集團以及以美利堅合眾國為首的西方集團相互對抗的影響，世界掀起了反殖民的獨立運動。
亚丁最初是英国的反海盗哨站，以保护前往英属印度航线上的航运。随着1869年苏伊士运河开通，这里进一步成为一个加煤站。自吞并亚丁以来，英国与内陆的埃米尔们签订了许多保护条约，以确保英国对该地区的统治。1947年印度独立后，亚丁对英国的重要性降低。
1952年，埃及阿拉伯革命爆發，自由軍官領袖納賽爾·海珊推翻了親西方的埃及王國，迫使法魯克一世流亡海外，建立世俗的埃及共和國，並在1956年，西奈戰爭勝利後，納賽爾的相關意識形態（納賽爾主義）迅速獲得了許多阿拉伯國家的支持，阿拉伯世界開始在埃及的支持下展開革命推翻殖民政府。
1963年，民族解放陣線受納賽爾主義及革命浪潮影響，於南葉門境內成立反英遊擊隊，展開反英起義，並與殖民政府交火。

## 經過
有多股民族主义团体与英国作战，他们时常互相火并。最主要的团体有：
- 南阿拉伯联盟（The South Arabian League，S.A.L.）
- 南也门解放阵线（英语：Front for the Liberation of Occupied South Yemen）（The Front for the Liberation of South Yemen，F.L.O.S.Y.）
- 解放被占领的南方组织（The Organization for the Liberation of the Occupied South，O.L.O.S.）
- 人民解放党（The People's Liberation Party，P.L.P.）
- 民族解放阵线（The National Liberation Front，N.L.F.）

在主要参与者中，SAL得到了沙特阿拉伯的支持，FLOSY得到了埃及和亚丁工会大会的支持。上述所有团体总部都在也门，它们经常互相合并或分裂。例如，SAL于1965年与P.S.P.合并成OLOS，然后在1966年分裂。1966年1月，NLF和OLOS合并，成立了FLOSY，然后于1966年2月脱离。这种情况在整个战争期间都十分常见。

### 衝突爆發

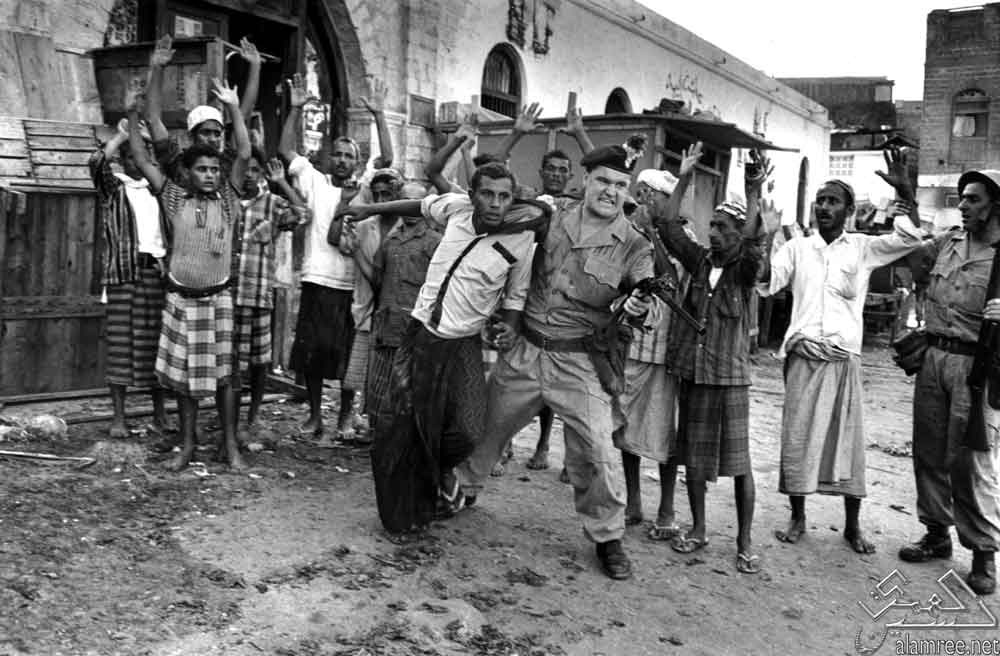
1965年的亚丁

1963年12月10日，聯合王國亞丁總督肯尼迪·特雷瓦斯基斯在亚丁科马克萨机场搭乘飞机返回倫敦時，民族解放陣線成員以手榴彈袭击了亚丁机场。手榴弹炸死了亚丁总督的顾问和一名妇女，并造成50人受傷。 同日，亞丁宣布進入緊急狀態，亞丁危機爆發。
民族解放陣線（NLF）和解放被佔領的南葉門陣線（FLOSY）在隨後幾天加強了對聯合王國的襲擊，主要依靠手榴弹。其中包括對皇家空军科马克萨机场的襲擊，造成一名英國籍兒童死亡、四人受傷。
遊擊隊主要針對下班的英國的士兵和警察。 大多數襲擊發生在亞丁的阿拉伯人居住區克拉特地区。 英軍試圖阻止民族解放陣線和解放被佔領的南葉門陣線，拦截他们在Dhala公路上走私到克拉特的武器，但效果甚微。雖然英軍傷亡慘重，但由於組織間的衝突，遊擊隊的損失要大得多。
1964年，第24步兵旅抵達進行地面作戰。該部隊直到獨立戰爭結束前，一直留在亞丁。

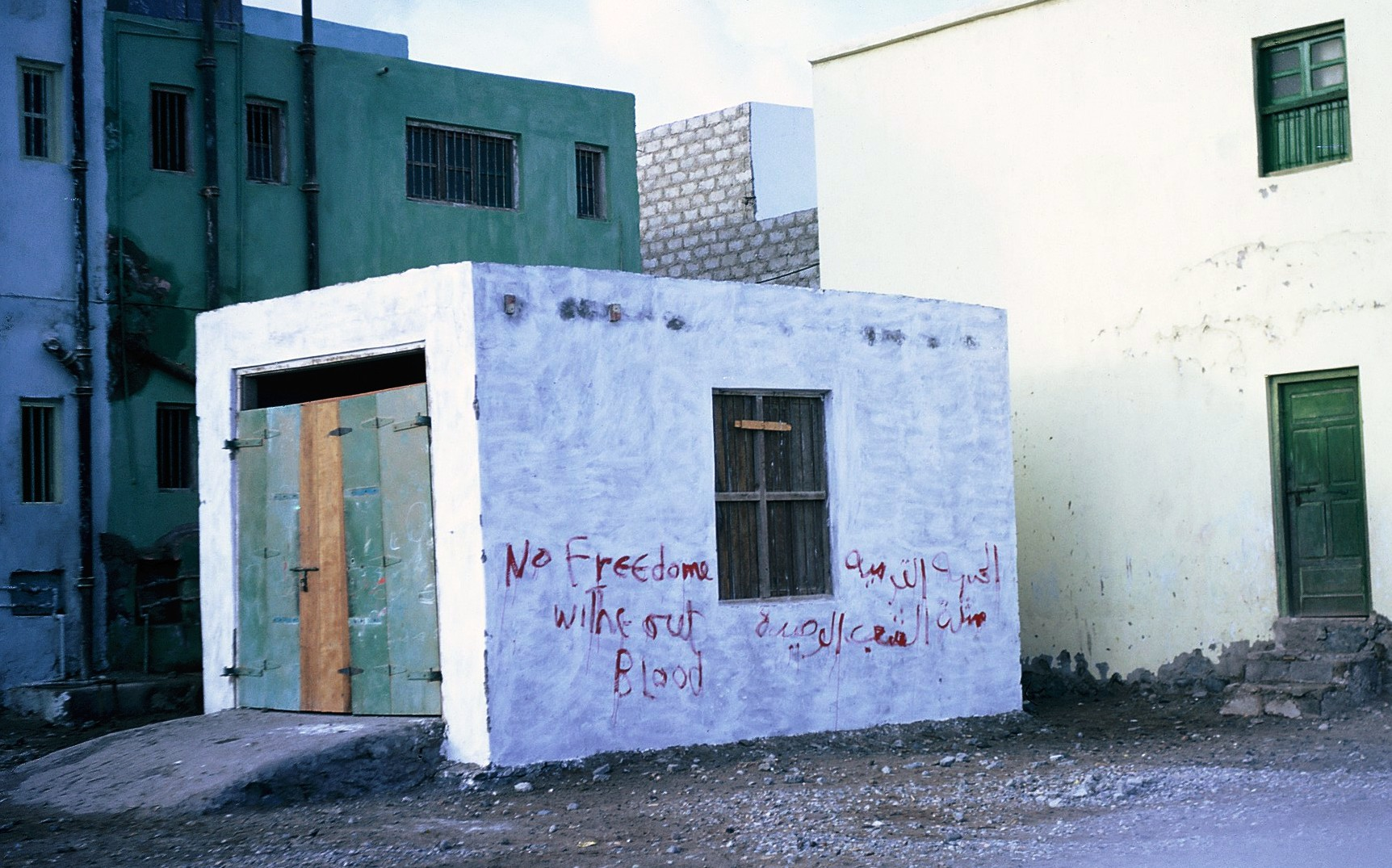
1966年民阵于曼苏拉 (亚丁)的涂鸦：“没有鲜血就没有自由”

到1965年，英国皇家空军科马克萨基地运营着9个中队，包括配备着直升机和一些霍克猎手战斗机的运输部队。这些部队被用于攻击叛军阵地，他们使用60磅高爆火箭弹和30毫米亚丁转膛机炮。

### 亞丁暴動

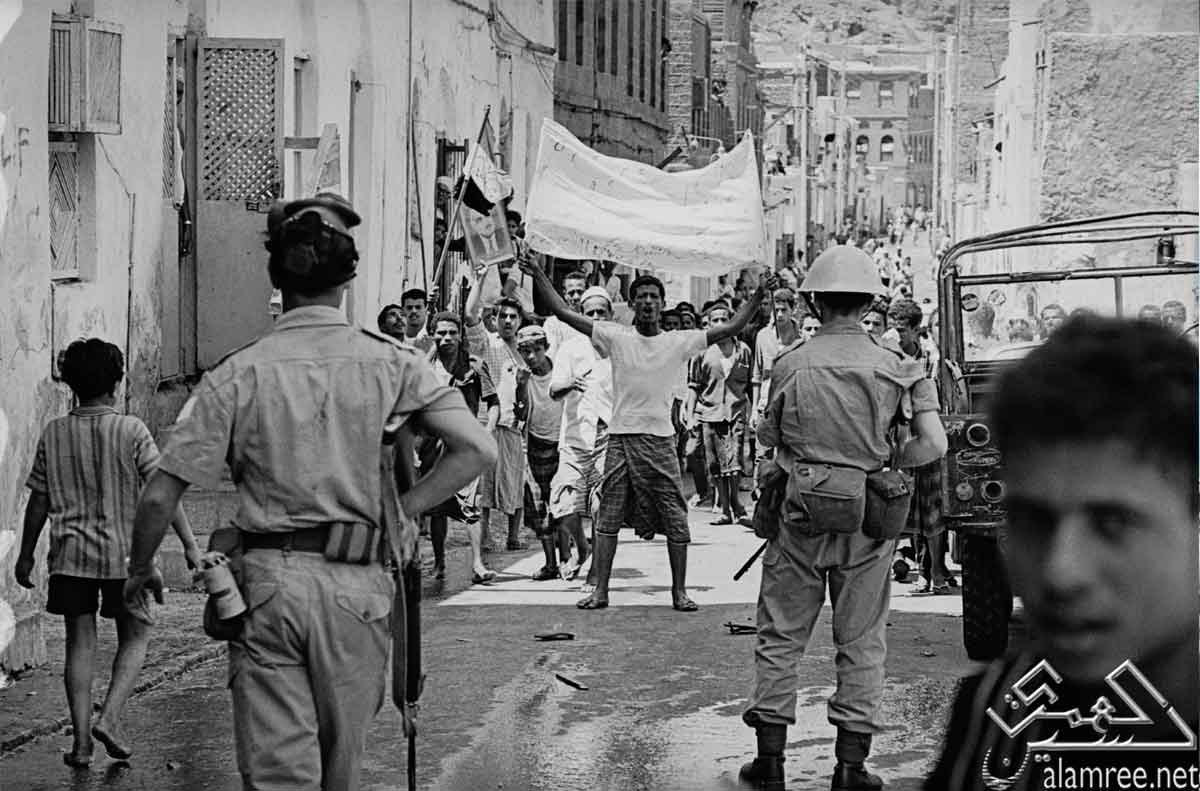
1967年亚丁街头暴动

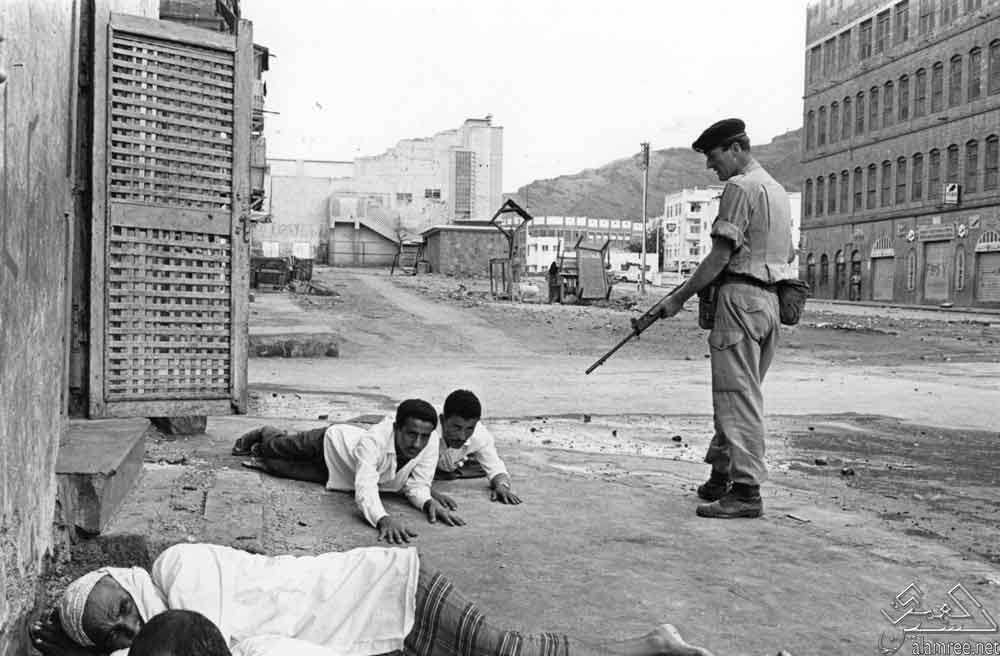
1967年的亚丁

1967年1月民族解放阵线在亞丁街頭發起了暴动。在亚丁警方失去对局势的控制后，時任亞丁總督理查德·特恩布尔指揮英軍鎮壓暴動。民阵的暴动刚被镇压，FLOSY的暴动接踵而至。英军和支持游击队的暴动者之间的战斗一直持续到2月。英军开火了40次；在此期间，暴动者对英军进行了60枚手榴弹袭击，还进行了射击袭击。此外，暴动者摧毁了一架亚丁航空公司的道格拉斯DC-3，该飞机在半空中被炸毁，机上无人生还。
在1967年初叛乱即将结束时，民阵在32天内杀死了至少35名FLOSY成员。FLOSY游击队首先向英国寻求保护，而后80人用他们实际上作为英国殖民地公民持有的英国护照飞往英国。

### 阿拉伯警察反抗
1967年6月，第三次中東戰爭爆發，亞丁局勢進一步惡化。6月20日，南阿拉伯聯邦數百名警察因時任埃及總統納賽爾聲稱英國在戰爭中支持以色列而发起病变。 這場反抗波及亞丁武警，造成22名英軍死亡，同時阿拉伯警察擊落一架直升機，並佔領克拉特。
人们担心在暴力事件增加的情况下英国能否为英裔家庭提供足够的安全保障，这导致疏散计划大大加快了。

### 克拉特戰役
兵变后，所有英国军队均从克拉特撤出，而皇家海军陆战队的45突击队在高地上占据了狙击阵地，杀死了10名武装的阿拉伯士兵。然而，大约400名阿拉伯战士仍然占据着克拉特。民阵和FLOSY的士兵随后走上街头，进行枪战，纵火、抢劫和谋杀也很常见。英军封锁了克拉特的两个主要入口。他们遭到了锡拉岛（Sira island）上奥斯曼堡垒的狙击手射击，但狙击手被装甲车炮弹压制。1967年7月，当第1阿盖尔和萨瑟兰高地人连在科林·坎贝尔·米切尔中校的指挥下攻入克拉特后，秩序得以恢复。他们在一夜之间占领了整个地区，无人伤亡。

### 英国撤军

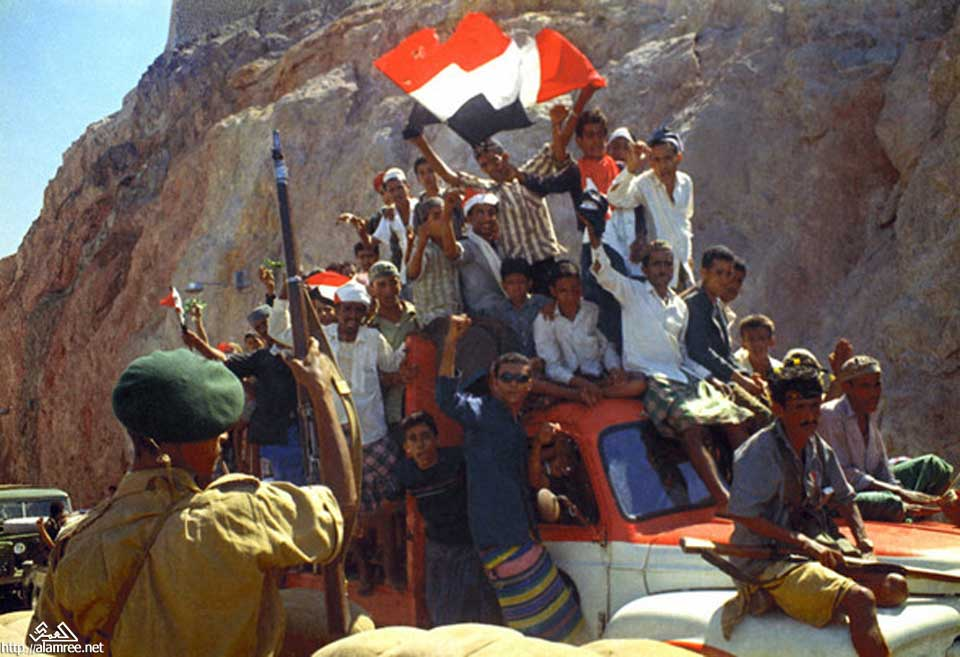
1967年11月29日和30日，民阵支持者挥舞着他们的旗帜，作为庆祝活动和大规模游行的一部分

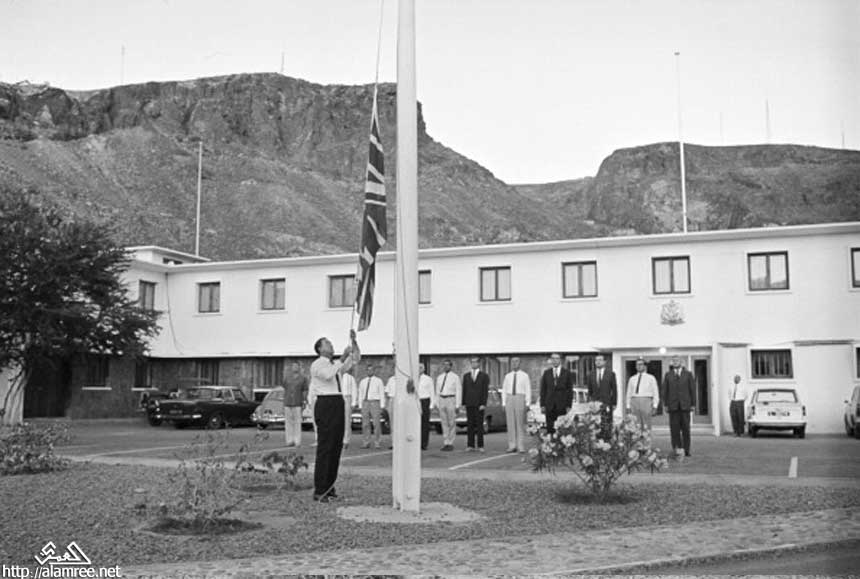
英国国旗在亚丁降下

11月下旬，因民族解放陣線遊擊隊多次攻擊，造成英軍損失慘重，英軍撤出亞丁。 這次撤軍比首相哈羅德·威爾遜計劃的還要早，而且沒有就后续治理达成协议，英国实际上放弃了南阿拉伯政府。
1967年11月30日，南也门人民共和国宣布成立，南阿拉伯联邦不复存在。1967年，以色列在第三次中东战争中击败埃及，迫使埃及从也门撤军。FLOSY失去了来自埃及盟友的支援，但不得不继续与民阵作战。民阵成功说服也门联邦军加入对抗FLOSY的战斗。1967年11月7日，FLOSY试图攻击联邦军基地，但军队在民阵的帮助下击败了FLOSY，给其造成了重大损失。战败后，FLOSY的战斗部队解散，尽管一些干部和领导人仍在国外。到1968年，大多数反对派领导人在对保皇派最后据点萨那的围攻之后放弃抵抗，宣布和解。

## 后果
1963—1967年间，英国军队阵亡90—92人，受伤510人。英国平民死亡17人。当地政府军阵亡17人，受伤58人。叛军阵亡382人，受伤1714人。

## 脚注
1. ↑  . Modern-Day Commando. （原始内容存档于26 June 2014）.
2. ↑  . nam.ac.uk. （原始内容存档于28 July 2013）. 已忽略未知参数|df= (帮助)
3. 1 2 3 4  . PsyWar.Org.   [22 April 2012]. （原始内容存档于9 November 2020）.
4. ↑  Molyneux, Maxine; Yafai, Aida; Mohsen, Aisha; Ba'abad, Noor. . Feminist Review. 1979, (1): 5–20. JSTOR 1394747. doi:10.2307/1394747.
5. 1 2  .   [2024-12-21]. （原始内容存档于2017-11-15）.
6. ↑  Peterson, J. E.  (PDF). Arabian Peninsula Background Notes. August 2009: 12  [2024-12-21]. （原始内容存档 (PDF)于2024-12-04）.
7. 1 2 3  Friedman, Herbert A. . Psywar.org. 30 January 2007  [2024-09-23]. （原始内容存档于9 November 2020）.
8. ↑  Kostiner, Joseph. . London: Croom Helm. 1984: 171. ISBN 978-0-7099-1504-1.
9. ↑   (PDF). Aden Veterans Association. March 2022  [2025-02-05]. （原始内容存档 (PDF)于2024-02-22）.

## 外部連結
- Infantry Assistance From Outside Aden  （页面存档备份，存于）
- Emergency in Aden: An Analysis of the British Withdrawal from South Arabia （页面存档备份，存于）
- www.britains-smallwars.com – "The Barren Rocks of Aden" （页面存档备份，存于）.
- Argylls in Aden http://www.argylls1945to1971.co.uk/A_and_SH_Aden1967.htm （页面存档备份，存于）
- Foreign Office documents concerning Aden, Yemen and the Aden emergency of 1963–1967 [永久]